# Amityville Dollhouse
Amityville Dollhouse (Amityville: Dollhouse), molto meno conosciuto come Amityville 8: The Dollhouse è un film del 1996, diretto dal regista Steve White. Ottavo e ultimo capitolo della saga originale della casa maledetta di Amityville, è basata su storia totalmente inventata.

Una delle locandine del film è simile a quella di Amityville - La fuga del diavolo dove la ragazzina di spalle ricorda più Brandy Gold del film del 1989, piuttosto che Rachel Duncan.

## Trama
Una coppia cerca di ricostruire i rapporti tra figli avuti da precedenti matrimoni: una nuova casa sembra essere quello che ci vuole per conciliare le tensioni e fare dei progetti futuri. Ma una casa delle bambole, copia della famigerata Amityville House sembra risvegliare presenze nella vita reale della famiglia. Presto le tensioni si tramuteranno in orrore e la famigerata Dollhouse richiamerà il maligno direttamente dall'inferno, per cacciare i nuovi abitanti di Amityville in un crescendo di manifestazioni diaboliche, Jessica, una bambina, si accorgerà della cosa giocandoci.